# Agave tequilana
Espèce
Classification APG III (2009)
L’Agave bleu (Agave tequilana) est une plante de la famille des Agavaceae.
Il est à la base de la boisson nationale du Mexique appelée tequila, depuis que les conquistadors distillèrent les ferments des agaves cuits.
La boisson aztèque octli appelé aussi « pulque », du jus tiré du bulbe récolté au bout de sept ans, une fois débarrassé de la tige de floraison, est un ferment. Le pulque n'est pas produit à partir de l'agave bleu mais d'autres espèces : Agave salmiana et A. mapisaga principalement.

## Biodiversité de l'agave bleu
La diversité biologique de l'agave bleu et de ses variétés a fait l'objet de deux études importantes au XXIe siècle : Tequila: A Natural and Cultural History, publié en 2004 par Ana G. Valenzuela-Zapata et Gary Paul Nabhan, et A new agenda for blue agave landraces: food, energy and tequila, par Ana G. Valenzuela-Zapata en 2011. Dans les deux publications sont décrites les varietés et une proposition de traitement taxonomique à partir de l'Agave angustifolia.

## Description
L'agave bleu est monocarpique, il ne fleurit qu'une fois au cours de sa vie puis meurt.
La floraison se produit au bout d'une dizaine d'années. La plante produit une grande hampe de plusieurs mètres de hauteur, portant de nombreuses ombelles de fleurs verdâtres et tubulaires, dressées vers le haut.
La pollinisation de l'agave bleu dépend exclusivement d'une chauve-souris Leptonycteris nivalis, une glossophagine nectarivore. Sa langue lui permet d'aller chercher le nectar à l'intérieur des fleurs. L'animal et la plante ont évolué ensemble dans une relation de mutualisme: il s'agit d'une coévolution.

## Utilisations

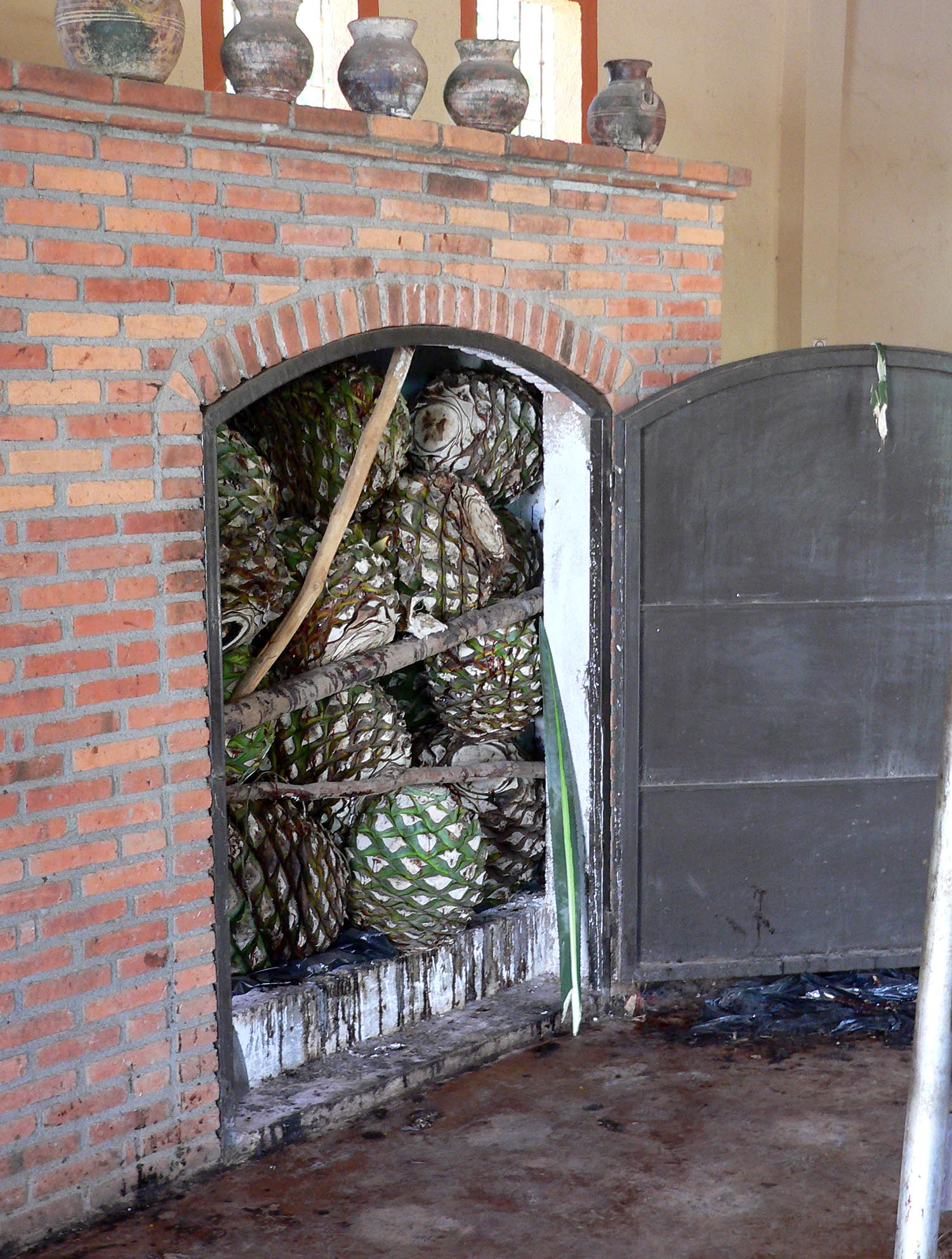
Stockage d'agave (dans un four) qui permettront de produire de la tequila

Pour produire la tequila et d'autres boissons fermentées, le cœur de l'agave, riche en sève sucrée, est récolté juste avant la floraison.
Selon une équipe de l'université de Guadalajara au Mexique, l'agave bleu renferme une grande quantité de fructane (polymère de fructose) capable de traverser l'estomac sans être détruit par les sucs digestifs de l'homme[réf. nécessaire]. Cette propriété pourrait être intéressante pour aider au traitement de certaines maladies comme la maladie de Crohn, le syndrome de l'intestin irritable ou le cancer du côlon, en associant par exemple certains principes actifs comme l'ibuprofène au fructane qui assurera son transport jusqu'au côlon[réf. nécessaire].

## Taxonomie
Le nom correct complet (avec auteur) de ce taxon est Agave tequilana F.A.C.Weber.
Agave tequilana a pour synonymes :
- Agave angustifolia subsp. tequilana (F.A.C.Weber) Valenz.-Zap. & Nabhan
- Agave angustifolia var. pes-mulae (Trel.) Valenz.-Zap. & Nabhan, 2003
- Agave palmaris Trel.
- Agave palmeris Trel.
- Agave pedrosana Trel.
- Agave pes-mulae Trel.
- Agave pseudotequilana Trel.